# Santa Cruz (Costa Rica)

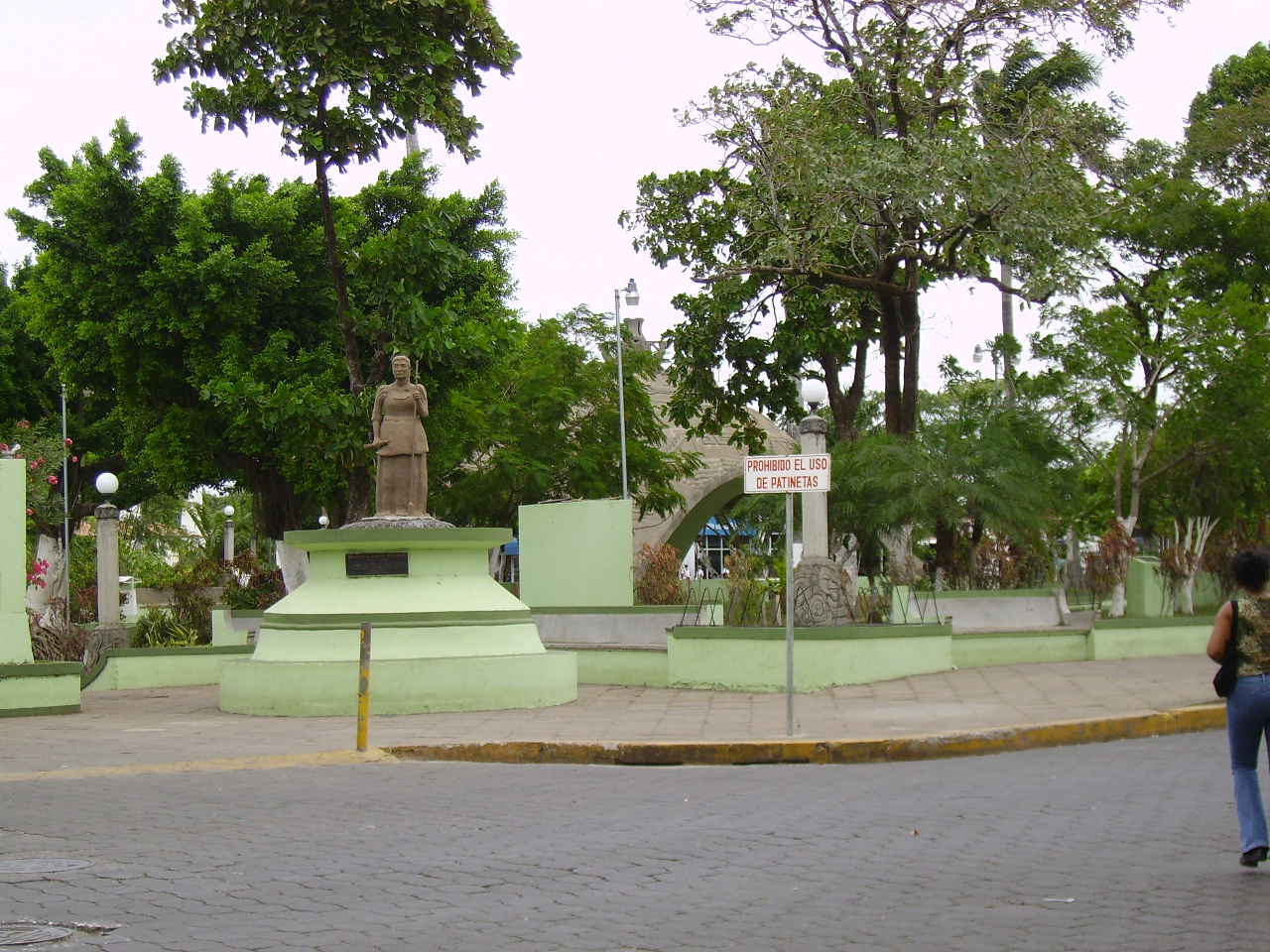
Park „Bernabela Ramos Sequeira“

Santa Cruz ist ein Distrikt von Costa Rica und die Hauptstadt des gleichnamigen Kantons in der Provinz Guanacaste im Nordwesten des Landes.
Santa Cruz liegt nur wenige Kilometer vom Pazifischen Ozean entfernt und hat 21.544 Einwohner (Stand 2011).

## Geschichte
Die Stadt wurde im Jahre 1782 gegründet und hatte zunächst den Namen Las Delicias. Die Ehefrau des Gründers der Stadt, Bernabela Ramos Sequeira, hatte ein großes Holzkreuz an der Außenseite ihres Hauses platziert. Zu Ehren wurde an diesem Kreuz  jedes Jahr ein Rosenkranz gebetet und bald danach wurde dieser Brauch eine große Attraktion für die Menschen in der Region, so dass man beschloss, die Stadt in Las Delicias a Santa Cruz umzubenennen.
Die Stadt Santa Cruz ist als „Ciudad folclórica“ von Costa Rica bekannt. Jedes Jahr in den ersten zehn Tagen im  Januar wird ein traditionelles populäres Fest gefeiert,  das Tausende von Touristen aus dem ganzen Land anzieht. In den ersten Tagen der Feier werden im Park „Bernabela Ramos Sequeira“ Volkstänze, Theater und Kabarett mit Konzerten der traditionellen Marimba (Musikinstrument ähnlich dem Xylophon, typisch für Volkskultur in der Provinz Guanacaste) durchgeführt. In den letzten Tagen des Festes wird auf der „Plaza de los Mangos“, dem Hauptplatz der Stadt, eine Stierkampfarena errichtet und Rodeo ausgetragen.

## Klima
Das Klima wird durch Regenzeit und Trockenzeit bestimmt. So beginnt die Regenzeit zwischen Ende April und Anfang Mai und wechselt sich Ende Oktober mit der Trockenzeit ab. Die Temperaturen schwanken je nach Tages- und Jahreszeit zwischen 27 °C und 38 °C.

## Wirtschaft
Die Wirtschaft basiert hauptsächlich auf der Landwirtschaft, Tourismus und Dienstleistungen. Das Land ist in Farmen aufgeteilt, oft von beträchtlicher Größe, auf denen Viehzucht und Anbau von Zuckerrohr praktiziert wird.
Der Tourismus ist besonders in der Küstenregion entwickelt, vor allem im Ortsteil Tamarindo in der Nähe des Regionalflughafens, wo in den letzten Jahren eine rasante Entwicklung der Infrastruktur und der Hotelübernachtungen zu sehen ist, trotz des Fehlens eines angemessenen Straßennetzes. Das ehemalige Fischerdorf ist heute ein bekannter Ferienort.